# Paradelia hedgreni
Paradelia hedgreni är en tvåvingeart som först beskrevs av Ringdahl 1959.  Paradelia hedgreni ingår i släktet Paradelia, och familjen blomsterflugor. Arten är reproducerande i Sverige.